# Jean-Maximilien de Langle
Pour les articles homonymes, voir Langle.
Jean-Maximilien de Baux, sieur de Langle, né à Évreux en 1590 et mort à Rouen en 1674, est un ministre protestant.
Langle n’avait que vingt-cinq ans lorsqu’il fut appelé à desservir l’église de Rouen. Malgré sa jeunesse, il ne tarda pas à se rendre recommandable aux yeux de tous par l’austérité de ses mœurs, par sa piété éclairée et par une modestie qui résista aux éloges prodigués à ses éloquentes prédications. Sa réputation s’établit si promptement que, dès l’année 1618, le jésuite Véron, qui ne s’attaquait qu’aux pasteurs les plus estimés, le provoqua à une discussion publique dont les actes ont été imprimés.
La province de Normandie députa Langle au synode national de Сharenton en 1623, puis à celui d’Alençon en 1637. Peu satisfaite de la manière dont le ministre Ferrand, chargé de présenter le cahier des doléances à la Cour, s’était acquitté de sa mission, cette dernière assemblée le remplaça par Langle qui, à ce qu’elle espérait, était d’un caractère à obtenir autre chose que de vagues promesses, car il s’agissait de questions importantes et qui touchaient directement à la liberté de conscience. Le synode demandait l’annulation de l’arrêt du parlement de Dijon qui ordonnait aux protestants de tendre leurs maisons les jours de processions solennelles, et surtout la révocation de la déclaration qui faisait défense aux ministres de prêcher hors de leur résidence, ainsi que des arrêts qui en avaient été la conséquence.
Il est à croire que Langle déploya dans cette circonstance tout le zèle et toute l’énergie que l’on avait attendus de lui, puisque le synode de Charenton, auquel il fut député de nouveau en 1644, le choisit, avec Cottiby, Morande et Pellevé, pour aller présenter au roi les plaintes des protestants. Cette fois, il ne s’agissait plus seulement d’atteintes portées à la liberté de conscience ; on en était déjà venu à priver les réformés de leurs moyens d’existence en les excluant de presque tous les emplois et même des corporations de métiers.
À son retour, Langle fut chargé, avec Basnage de remédier aux désordres excités dans l’église de Vitré par la déposition d’un ancien, nommé Blondel déposition prononcée par le consistoire et confirmée par le synode provincial. II assista encore au synode de Loudun, en 1659, et en fut nommé assesseur ou vice-président. Quelques années après, il fut attaqué d’une paralysie qui l’empêcha de continuer ses fonctions, sans toutefois le priver de l’usage de la parole
Malgré cet état, le pasteur de Rouen, en butte à de nouvelles attaques fut, en 1672, mis en ajournement personnel, ainsi que ses collègues Jansse et Le Moine, et treize ou quatorze membres du consistoire, sous l’accusation d’avoir « suborné » plusieurs catholiques et de les avoir induit à changer de religion. Le XLe article de la déclaration de 1666 défendait en effet les « subornations », mais il avait été expressément révoqué par la déclaration de 1669. Néanmoins le parlement, dans l’excès de son zèle, prétendait donner à cette défense une force rétroactive et s’attribuer la connaissance des conversions opérées depuis vingt ans. Les inculpés présentèrent requête au Conseil ; mais tout ce qu’ils purent obtenir fut un ordre secret de suspendre la procédure, en sorte qu’ils restèrent sous le coup de cette accusation.
La mort, au reste, délivra bientôt Langle, qui expira, à l’âge de 84 ans, après avoir rempli, pendant cinquante-deux années, les pénibles fonctions du ministère. Langle avait épousé, le 1er mai 1616 à Rouen, Marie Bochart, fille de René, sieur du Ménillet, et sœur de l’illustre Samuel Bochart. Il en eut douze enfants, dont le sort est inconnu ou qui moururent jeunes, sauf le deuxième, Samuel, né à Londres en 1622 et qui fut donné pour collègue à son père, à l’âge de vingt-cinq ans, après ses études à Saumur.
Langle est surtout connu par les Sermons qu’on a de lui, en 3 vol. in-8°, imprimés à différentes époques : Sermons sur divers textes de l’Écriture, prononcés à Quevilly, Charenton, 1661 ; Treize Sermons sur divers textes de l’Écriture Sainte (avec 2 lettres, une de Daillé à De Langle, et une de De Langle à M. Mellet, pasteur de la princesse de Wurtemberg, sur la réunion des églises réformées avec celles de la confession d’Augsbourg), Genève, 1663. Parmi ces treize sermons, on retrouve les cinq du vol. de 1661 ; Les joyes inénarrables et glorieuses de l’âme fidèle, représentées en 15 Sermons sur le VIIIe chap, de saint Paul aux Romains, Saumur, 1669 ; Deux des Sermons du 2e vol., sur I Cor. X, 32, prononcés à Quevilly le 1er et le 8 janvier 1655, furent d’abord publiés séparément, la même année, et ce fut à l’occasion d’un passage qui s’y trouvait que Daillé écrivit à l’auteur la lettre mentionnée ci-dessus. On a encore de lui une lettre à M. Mellet sur la réunion des églises calvinistes avec celles de la confession d'Augsbourg (Genève, s.d., in-8°) et l’on conserve aux Archives de l’État à La Haye une série de lettres écrites par lui à André Rivet, de 1622 à 1650. Le catalogue de la bibliothèque de Le Tellier indique une conférence que Langle eut avec Gobert Marchand, au sujet de la conversion d’un nommé Mignot et de sept autres réformés. Cette conférence a été publiée avec les cérémonies des abjurations en la paroisse de Saint-Martin-sur-Renelle, à Rouen, 17 mai 1648.
Bayle affirme, en parlant d’une lettre publiée par un réfugié sur la conversion de Jacques II, sous le titre : Lettre sur l’état présent d’Angleterre et l’indépendance des rois (Amstersdam, 1085, in-8°), que l’auteur anonyme de cet écrit fait mention d’un ouvrage de Langle : La religion du sérénissime roi d’Angleterre, Charles II, où le pasteur de Rouen réfute les bruits qui couraient sur l’accord du roi Charles avec la Cour de Rome, et maintient que, supposé ces bruits vrais, le prince avait le droit de changer de religion. Cet écrit, en forme de lettre, a paru, sans nom d’auteur, à Genève, 1660, in-8°. On a deux autres éditions (ou tirages) du même écrit, toutes deux de la même année 1660 et portant pour titre, l’une : « Lettre de M. De Langle, ministre, à un de ses amis touchant la religion du sérénissime roi d’Angl. » ; l’autre : « La religion du sérénissime roi descrite en une lettre par M. De Langle, min. du st. év. à un de ses amis » (Leyde, Jacq. Chouet, 1000, in-12 de 58 pag.).